# Lovasberény
Lovasberény (deutsch Lauschbrünn) ist eine ungarische Gemeinde im Kreis Székesfehérvár im Komitat Fejér.

## Geografische Lage
Lovasberény liegt 17 Kilometer nordöstlich der Kreisstadt und des Komitatssitzes Székesfehérvár an dem Fluss Rovákja-patak. Die höchste Erhebung auf dem Gemeindegebiet ist 285 Meter hoch. Nachbargemeinden sind Csákvár, Vértesacsa, Vereb, Pázmánd, Nadap, Sukoró, Pákozd und Pátka.

## Geschichte
Im Juni 1878 wurden bedingt durch einen Schornsteinbrand in weniger als einer Stunde 26 Häuser im Ort durch das Feuer zerstört. Daraufhin gründete Béla Cziráky einen Monat später mit 43 Freiwilligen die Feuerwehrvereinigung. 1892 wurde eine Wohnung in eine Feuerwache umgewandelt wurde, 1903 ein öffentlicher Bibliotheksraum im Gebäude der Feuerwache eingerichtet und im Jahr 1907 der Feuerwachturm errichtet. Im Jahr 1913 gab es in der damaligen Großgemeinde 631 Häuser und 3484 Einwohner auf einer Fläche von 10.423 Katastraljochen. Sie gehörte zu dieser Zeit zum Bezirk Székesfehérvár im Komitat Fejér.

## Söhne und Töchter der Gemeinde
- Moritz Gottlieb Saphir, eigentlich Moses Saphir (1795–1858), österreichischer Schriftsteller, Journalist und Satiriker
- József Róna, (1861–1939), Bildhauer

## Sehenswürdigkeiten
- Feuerwachturm (Tűztorony)
- Jüdischer Friedhof
- Reformierte Kirche, erbaut 1786 im Zopfstil
- Römisch-katholische Kirche Sarlós Boldogasszony, erbaut 1832–1934
- Römisch-katholische Schlosskapelle Szentháromság, erbaut im barocken Stil
- Russischer Soldatenfriedhof Im Parkwald hinter dem Schlosspark
- Schloss Cziráky (Cziráky-kastély)
- Szent-Flórián-Statue, errichtet um 1770
- Weltkriegsdenkmal, erschaffen von József Róna

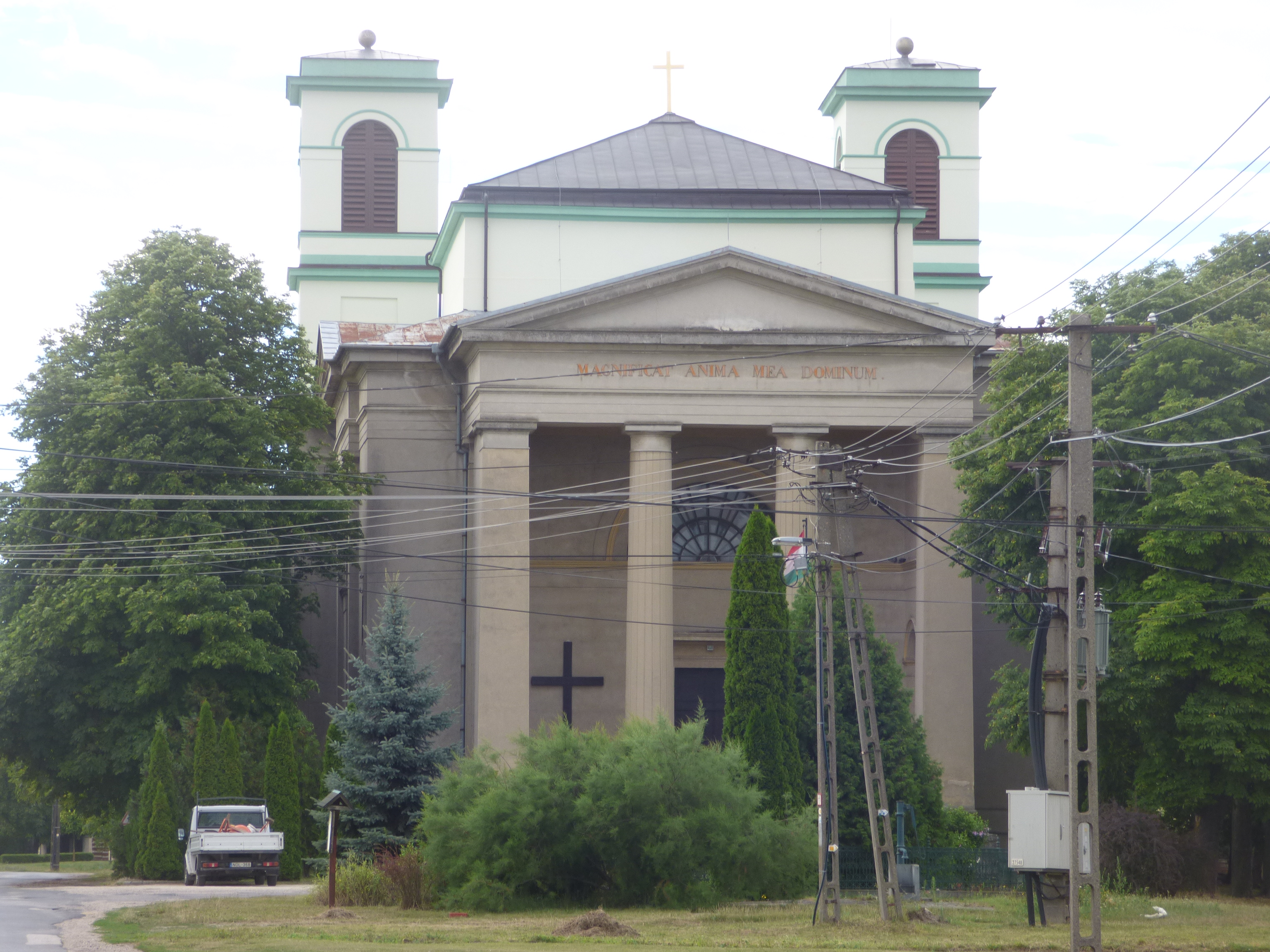
Römisch-katholische Kirche Sarlós Boldogasszony
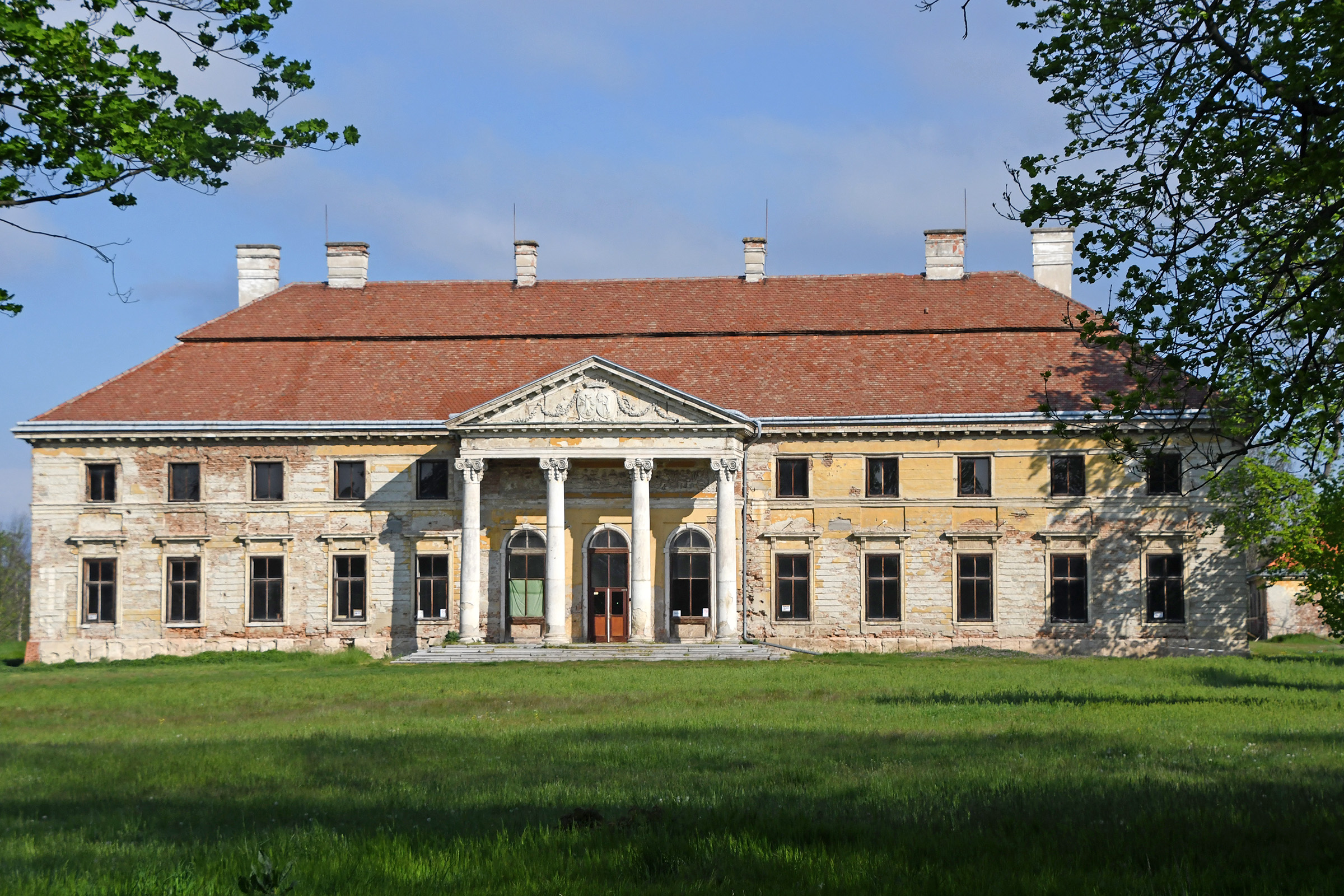
Schloss Cziráky
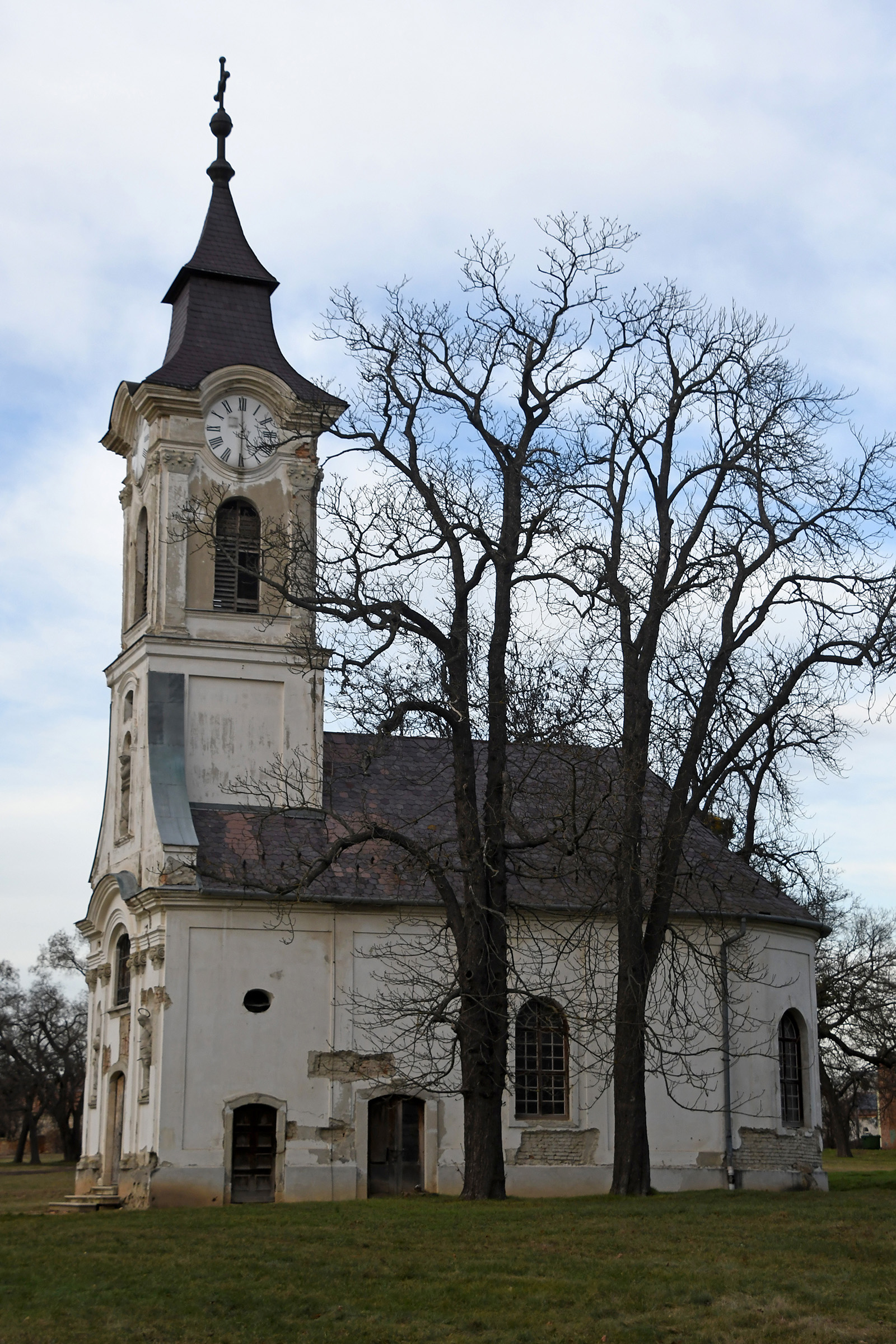
Schlosskapelle Szentháromság
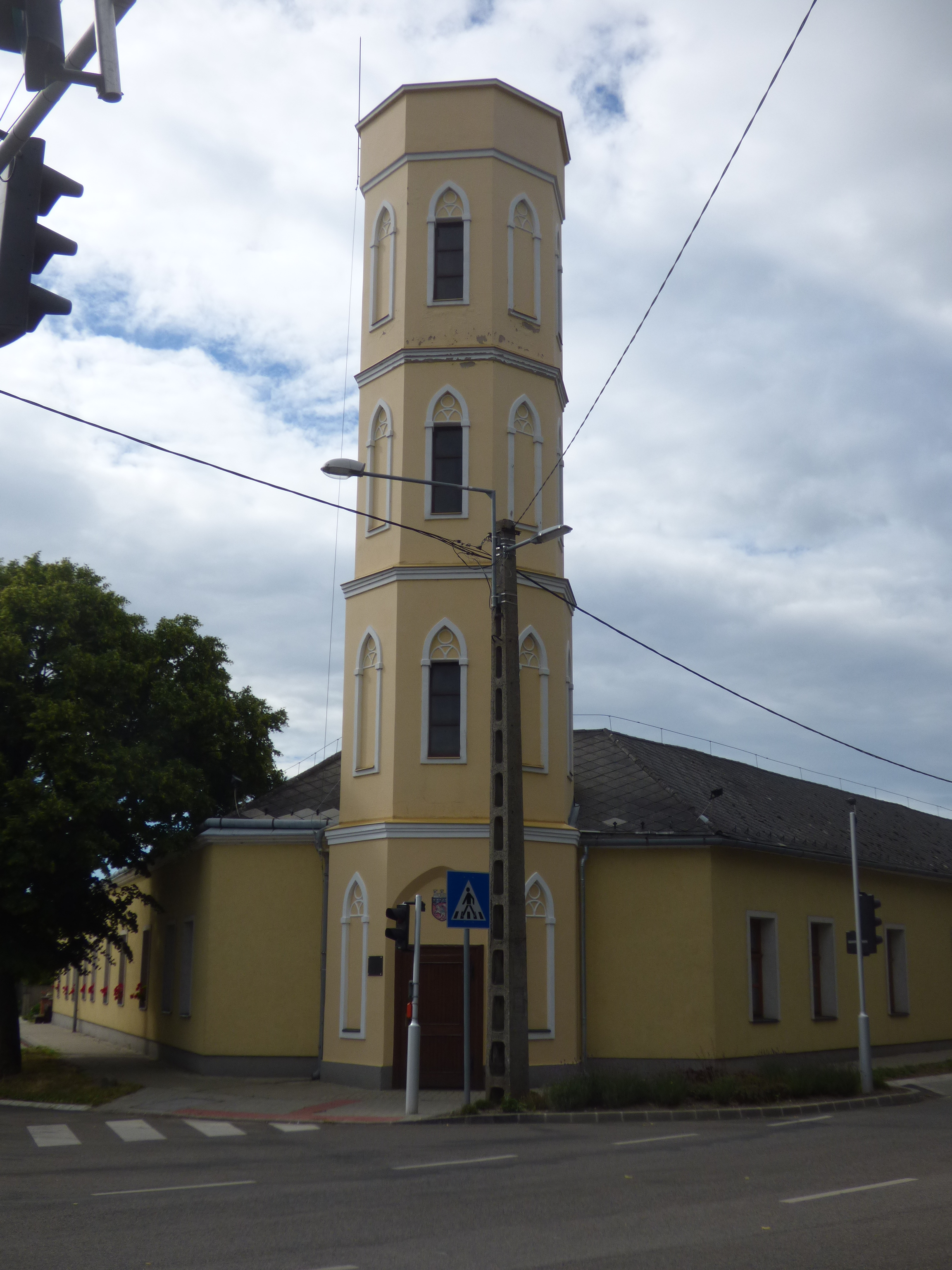
Feuerwachturm
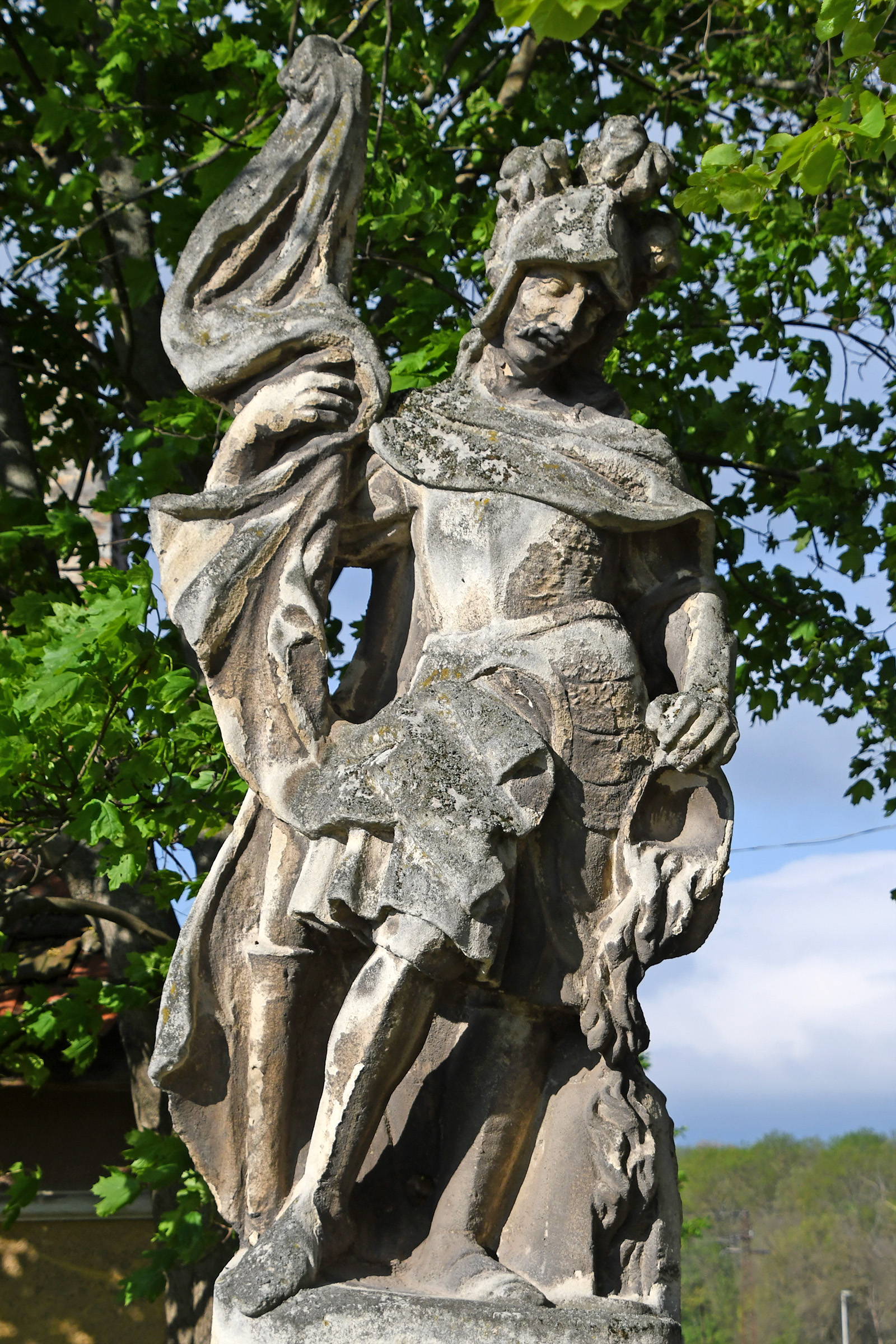
Szent-Flórián-Statue
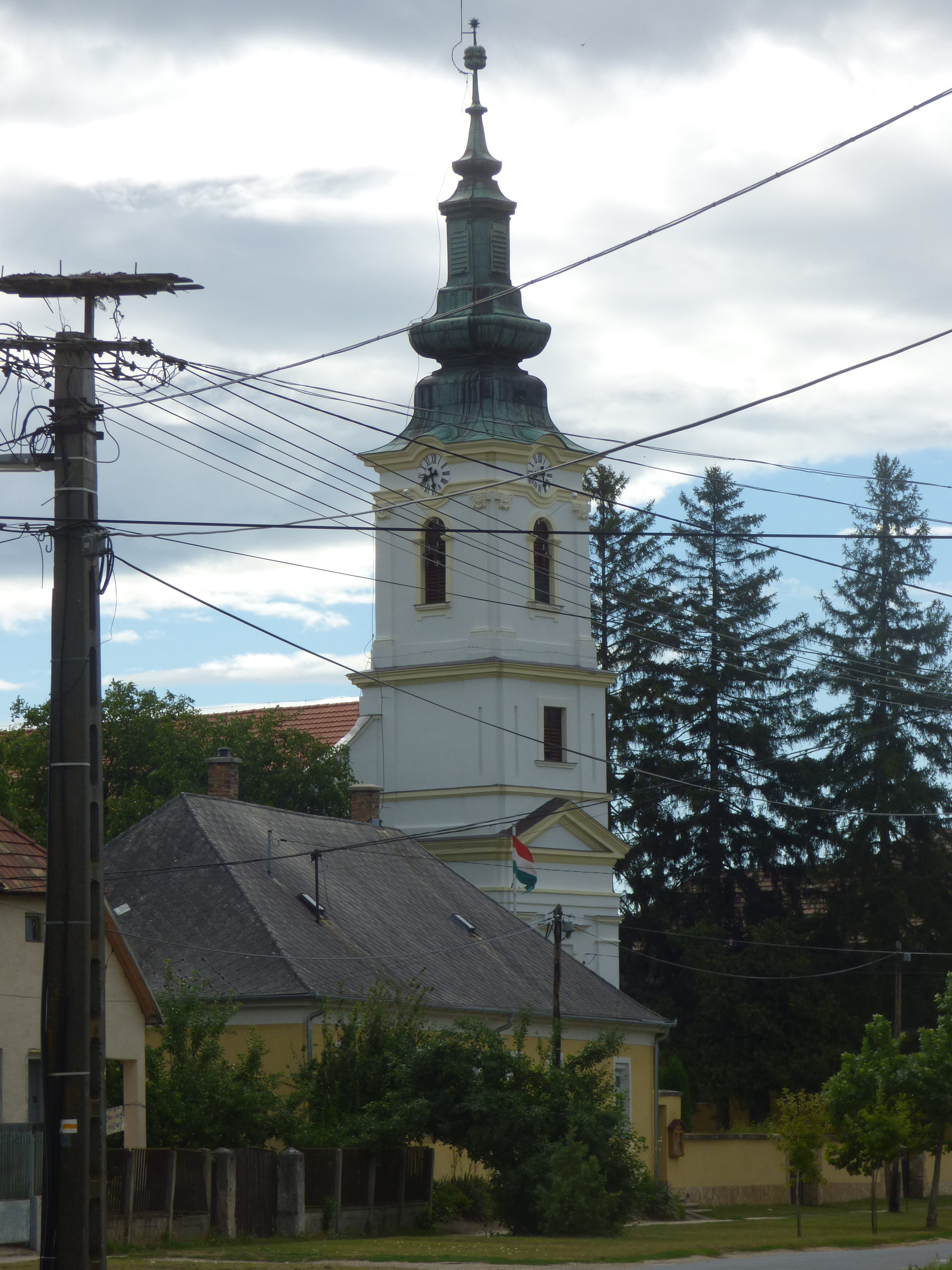
Reformierte Kirche

## Verkehr
Durch Lovasberény verlaufen die Hauptstraße Nr. 811 und die Landstraße Nr. 8119. Es bestehen Busverbindungen über Vértesacsa, Alcsútdoboz und Felcsút nach Bicske sowie über Pátka nach Székesfehérvár, wo sich der nächstgelegene Bahnhof befindet.